# کیلیان جاکوب
کیلیان جاکوب (انگلیسی: Kilian Jakob؛ زادهٔ ۲۵ ژانویهٔ ۱۹۹۸) بازیکن فوتبال اهل آلمان است.
از باشگاه‌هایی که در آن بازی کرده‌است می‌توان به باشگاه فوتبال آگسبورگ اشاره کرد.
وی همچنین در تیم ملی فوتبال جوانان آلمان بازی کرده‌است.